# K.F. Kinch
Karl Frederik Kinch (K.F. Kinch) (født 15. marts 1853 i Ribe, død 26. august 1921 i København) var en dansk filolog og arkæolog, søn af Jakob Frederik Kinch og gift med Helvig Kinch.
Kinch blev student 1870 og filologisk kandidat 1878. Han erhvervede den filosofiske doktorgrad i 1883, og rejste derefter udenlands.
Huslærer hos den danske Gesandt i Paris Moltke
På gentagne rejser i Grækenland og Tyrkiet blev han særlig opmærksom på det gamle Makedonien og samlede stof til et arbejde om dette lands topografi i oldtiden. Rejsen resulterede i værket "L'arc de triomphe de Salonique" om kejser Galerius' triumfbue (de) fra år 303 i Thessaloniki.
1895-98 bestyrer af Mariboes Skole.
Han stod i perioden 1900-1914 sammen med den danske arkæolog Christian Blinkenberg i spidsen for udgravninger ved Lindos på øen Rhodos.
De fandt den Lindiske Tempelkrønike, hvoraf dele findes på Nationalmuseets Antiksamling i København.
For foden af Lindos findes en mindeplade for Christian Blinkenberg og Karl Frederik Kinch.